# Alonso Vázquez (pintor)

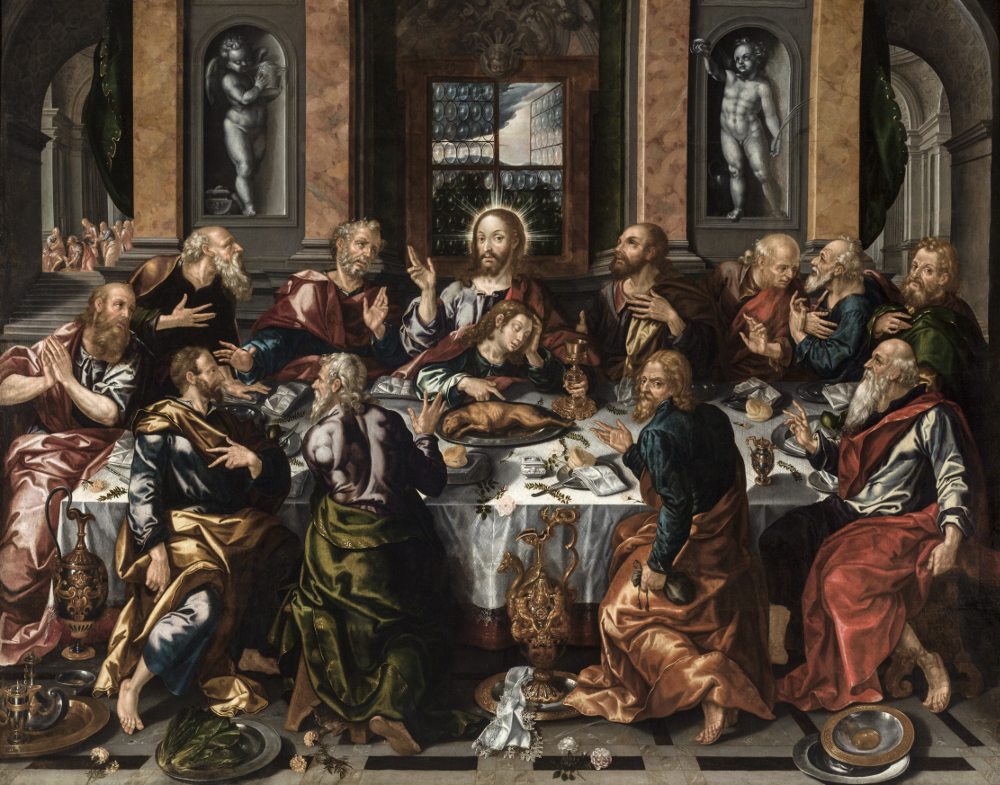
Sagrada Cena, 1588 (Museo de Bellas Artes de Sevilla).

Alonso Vázquez (Ronda, 1564-México, 1607) fue un pintor renacentista español.

## Biografía
Estuvo activo en Sevilla al menos desde 1590, trasladándose a México en 1603 acompañando al III marqués de Montesclaros, donde ejerció hasta su muerte, el 13 de abril de 1607. Su estilo puede enmarcarse dentro de la corriente manierista.
Entre las obras principales que de él se conservan puede citarse la Sagrada Cena, de 1588, procedente del refectorio de la Cartuja de Santa María de las Cuevas, que actualmente se encuentra en el Museo de Bellas Artes de Sevilla, obra atribuida anteriormente al pintor cordobés Pablo de Céspedes y que al parecer está inspirada en un grabado flamenco. La composición se basa en diferentes grabados, conviviendo los elementos naturalistas de la vajilla y los alimentos. Estos últimos con rasgos manieristas como los colores artificiales, las marcadas anatomías de los personajes o sus enfáticas gesticulaciones.
También son suyos los lienzos de los cuatro evangelistas y los cuatro padres de la iglesia que se encuentra en el retablo principal de la iglesia del Hospital de las Cinco Llagas, hoy Parlamento de Andalucía, así como la Virgen del Pozo Santo de la Catedral de Sevilla y la Virgen de la Antigua de la Iglesia de San Francisco de Lebrija. Hasta el momento no se tiene constancia documental de las obras realizadas en México.